# James Cornelius van Miltenburg
James Cornelius van Miltenburg OFM (* 14. September 1909 in Harmelen, Niederlande; † 14. März 1966) war Bischof von Hyderabad in Pakistan.

## Leben
James Cornelius van Miltenburg trat der Ordensgemeinschaft der Franziskaner bei und empfing am 31. März 1935 das Sakrament der Priesterweihe.
Am 20. Mai 1948 ernannte ihn Papst Pius XII. zum ersten Bischof von Karatschi. Der Bischof von Multan, Francesco Benedetto Cialeo OP, spendete ihm am 3. Oktober desselben Jahres die Bischofsweihe; Mitkonsekratoren waren der Weihbischof in Bombay, Valerian Gracias, und der Bischof von Rawalpindi, Nicholas Hettinga MHM.
Am 15. Juli 1950 ernannte ihn Pius XII. zum ersten Erzbischof von Karatschi. Papst Pius XII. bestellte ihn am 7. Mai 1958 zum ersten Bischof von Hyderabad in Pakistan und verlieh ihm den persönlichen Titel eines Erzbischofs.
James Cornelius van Miltenburg nahm an allen vier Sitzungsperioden des Zweiten Vatikanischen Konzils teil.